# Словачка на Зимским олимпијским играма 2018.
Словачка учествује на Зимским олимпијским играма 2018. које се одржавају у Пјонгчанг у Јужној Кореји од 9. до 25. фебруара 2018. године. Олимпијски комитет Чешке послао је 65 квалификованих спортиста у седам спортова. 

## Освајачи медаља

### Злато
- Анастасија Кузмина — Биатлон, масовни старт

### Сребро
- Анастасија Кузмина — Биатлон, потера
- Анастасија Кузмина — Биатлон, појединачно

## Учесници по спортовима
| Спорт             | Мушкарци | Жене | Укупно |
| ----------------- | -------- | ---- | ------ |
| Алпско скијање    | 3        | 4    | 7      |
| Биатлон           | 5        | 5    | 10     |
| Санкање           | 4        | 1    | 5      |
| Скијашко трчање   | 3        | 2    | 5      |
| Сноубординг       | 0        | 1    | 1      |
| Уметничко клизање | 1        | 2    | 3      |
| Хокеј на леду     | 25       | 0    | 25     |
| 7 спортова        | 41       | 15   | 56     |